# Dalibor Martinis
Dalibor Martinis (Zagreb, 1947.) je hrvatski umjetnik. 
Diplomirao je 1971. na Akademiji likovnih umjetnosti. Izlaže od 1969., od 1973. djeluje kao videoautor samostalno, a do 1992. i u koautorstvu sa Sanjom Iveković. 
Održao brojne samostalne izložbe, performanse i projekcije, i sudjelovao na brojnim međunarodnim izložbama. (Bijenala u Veneciji, Sao Păulu, Kwangju-u, Dokumenta/Kassel i dr.), te na videofestivalima (Berlin, Tokyo, Montreal, Locarno, i dr.). Bio je stipendistom (Canada Council/(Kanada 1978, Jaica/Japan 1984, Artslink/USA 1994.). Bio sveučilišnim gostom predavačem u Hrvatskoj (Akademija dramske umjetnosti 1987. – 1991.) i inozemstvu (Ontario College of Art, Toronto 1991/2). 
Osvojio više međunarodnih nagrada (Tokyo Video festival 1984., Locarno 1984., Alpe/Adria Film Festival Trst 1996.). Dobitnik je Vjesnikove nagrade “Josip Račić” za 1995., Nagrade grada Zagreba 1998. i T-HT-ove nagrade za 2012.
Njegovi radovi nalaze se u zbirkama Muzeja suvremene umjetnosti u Zagrebu, The Museum of Modern Art/New York, Stedelijk Museum/Amsterdam, ZKM/Karlsruhe, New York Public Library, Kontakt/Erste Bank, Beč i dr.
Do 2012. predavao je na Akademiji primijenjene umjetnosti u Rijeci (prof. emeritus), a realizirao je više TV emisija na HRT.

## Vanjske poveznice
- Službena stranica